# Джулі Фейдер
Джулі Фейдер (англ. Julie Fader) — канадська музикантка, авторка та виконавиця пісень, художниця. Найбільш відома як клавішниця та бек-вокалістка Сари Гармер, Чада Ван Галена та гурту Great Lake Swimmers.

## Творчість
У вересні 2009 року вона випустила перший сольний альбом «Outside In». Альбом був записаний і спродюсований Гремом Уолшем з «Holy Fuck», а також містив треки, написані разом з Сарою Гармер, Чадом Ван Галеном, Тоні Деккером і Еріком Арнесеном з гурту «Great Lake Swimmers», та Джастіном Рутледжем, Пітом Голлом з «A Northern Chorus» і Браяном Борчердтом з «Holy Fuck».
Раніше Джулі була провідною вокалісткою гамільтонського інді-рок-гурту «Flux AD». Серед її колег по групі були Грем Уолш, Білл Майорос із «The Foreign Films», Ерін Ауріх із «A Northern Chorus» і «Hey Rosetta!» та Джоел Стоуффер із «Dragonette». У той час її називали Джулі Макдональд.

## Дискографія
- Outside In (2009)[2][3]

### Участь у записі альбомів інших артистів
- Sarah Harmer, I'm a Mountain (2005)
- Chad VanGaalen, Soft Airplane (2008)
- Attack in Black, Years (by One Thousand Fingertips) (2008)
- Baby Eagle/Attack in Black split (2008)
- Great Lake Swimmers, Lost Channels (2009)
- SunBear, Sun Streaming In (2009)
- Cuff the Duke, Way Down Here (2009)
- Blue Rodeo, The Things We Left Behind (2009)
- Evening Hymns, Spirit Guides (2009)
- Justin Rutledge, The Early Widows (2010)
- Sarah Harmer, Oh Little Fire (2010)